# Abu al-Abbas Ahmad ibn Muhammad
Abu al-Abbas Ahmad ibn Muhammad (arab. ‏أبو العباس أحمد بن محمد‎, zm. 1549 w Fezie) – ostatni sułtan Maroka z dynastii Wattasydów, syn sułtana Muhammada al-Burtukali. 
Abu al-Abbas Ahmad, podobnie jak jego ojciec, był słabym przywódcą z niewielkim autorytetem w Maroku. Mimo to jego pełniący rolę regenta stryj Abu Hassun zdołał opóźnić upadek Wattasydów i spowolnić wzrost potęgi Saadytów w południowym Maroku. Nie udało mu się jednak zapobiec zdobyciu Marrakeszu w 1524 roku. 
Rosnące zagrożenie ze strony Saadytów wymusiło zawarcie pokoju z okupującą marokańskie porty Portugalią, co jeszcze bardziej osłabiło autorytet sułtana w kraju. W 1527 roku doszło do bitwy z Saadytami, w czasie której Abu al-Abbas Ahmad dostał się do niewoli. W tym czasie rządy sprawował jako regent jego stryj, a przejściowo (w latach 1545–1547 jego syn Muhammad al-Kasri). Dopiero w 1547 roku jego stryjowi udało się wynegocjować jego uwolnienie w zamian za odstąpienie Saadytom Meknesu. Mimo wszelkich starań nie zdołano jednak powstrzymać upadku dynastii, przypieczętowanej w 1549 roku zdobyciem Fezu i zabiciem Abu al-Abbasa Ahmada przez saadyckiego szejka Muhammada asz-Szajcha.